# Piotr Mateja
Piotr Mateja (ur. 2 stycznia 1949 w Bytomiu) – polski polityk, samorządowiec, energetyk, poseł na Sejm IV kadencji.

## Życiorys
Ukończył studia na Wydziale Inżynierii Sanitarnej Politechniki Śląskiej w Gliwicach. Od 1976 pozostaje zatrudniony w zakładach energetycznych, w tym od 1991 w Elektrowni Halemba. W przedsiębiorstwie tym pełnił funkcję dyrektora, następnie po przekształceniu organizacyjnym prezesa zarządu spółki akcyjnej. W 2000 objął funkcję dyrektora PKE S.A. Elektrowni „Halemba”.
Był radnym sejmiku śląskiego w latach 1998–2001 z listy AWS-SKL, następnie do 2005 posłem na Sejm IV kadencji z okręgu katowickiego z ramienia Platformy Obywatelskiej. Zrezygnował ze startu w wyborach parlamentarnych w 2005.